# طرق غبية للموت
طرق غبية للموت هي حملة عامه أسترالية المنشأ أُنتجت من قبل قطارات الأنفاق في ملبورن - فكتوريا الواقعة في أستراليا لتشجع أتباع طرق السلامة على السكك الحديدية. أشتهر فيديو الحملة  من خلال مشاركته على وسائل التواصل الاجتماعي  انطلاقاً من نوفمبر 2012.

## الحملة
و قد أُبتكرت الحملة بواسطة وكالة الإعلانات (مگان ملبورن) وظهرت في الصحف والراديو المحلي والإعلانات خلال شبكة قطارات الميترو وعلى موقع تمبلر.
قال المدير التنفيذي لمگان «جون ميسكال»:
«أن هدف هذه الحملة هو لفت أنتباه هؤلاء الذين لا يريدون سماع أي نوع من تعليمات السلامة ونعتقد أن طرق غبية للموت ستفي بالغرض».
قدرت مگان أنتاجها خلال أسبوعين  والذي وصل على الأقل ل50 مليون دولار  وهذه قيمة وسائل الإعلام العالمية إضافة إلى أكثر من 700 قصة أعلامية  وهذا ما  يعادل «جزء من سعر الأعلان الواحد المتلفز».
وفقاً لقطارات الأنفاق فقد أسهمت الحملة بتخفيض أكثر من 30% من حوادث السلامة، من 13.29 حادثة سلامة لكل مليون كيلوميتر في نوفمبر 2011 - يناير 2012 إلى 9.17 حادثة سلامة لكل مليون كيلوميتر  في نوفمبر 2012 حتى 4 يناير 2013.

## فيديو الرسوم المتحركة
قام بالأخراج الفني للفيديو باتريك بارون والتحريك بواسطة جوليان فروست  والأنتاج سنمون دارفال ، رُفع على منصة اليوتوب  في14 من نوفمبر لعام 2012 وأصبح متاحاً للمشاهدة لاحقاً بعد يومين. عرض الفيديو شخصيات ذات أسماء ملعوب بها لفظياً ك«نمبتي» و «هابليس» و «بلوك» و«ديبي» وتتسبب هذه الشخصيات بمقتلها بغباوة.

## الأغنية
أغنية «طرق غبية للموت» في الفيديو كُتبت بواسطة جون ميسكال وشارك في أبتكارها باتريك بارون وكان تأليف الموسيقى من قبل أولي مكجل من أمبراطورية القط والذي قام بأخراجها أيضاً. قامت بأداء الأغنية أيملي لوبتز وهي المغنية الرئيسية لفرقة «تنبان أورنج» وقام مكجل بالغناء الخلفي. تتألف فرقة التسجيل من جافي بيرس على الباس وداني فارجيوا على الطبول وبريت وود على الجيتار.أُصدرت الأغنية على سوق الآي تونز ونُسبت لفنان بأسم«قطة التانجرين»  (و هذا أيحاء لفرقة التنبن أورانج وأمبراطورية القط). الأغنية بوتيرة 128 قرعة في الدقيقة والتي كتبت في نغمه سي الرئيسية وزمن موسيقي قياسهُ 4/4.
في السادس من مايو عام 2013  أصدرت ميترو لعبة «طرق غبية للموت»  كتطبيق لأجهزة نظام الios  وقد طورها كلاً من جوليان فروست وباتريك باروون وصاموئيل باريد [بحاجة لمصدر]. وتدعو هذه اللعبة اللاعبين لتفادي  النشاطات الخطرة التي تقوم  بها الشخصيات في التطبيق  خلال الحملة «لا تتصرفوا بحماقة قرب القطارات»، تتضمن النشاطات أخراج شريحة توست بواسطة شوكة ووخز دب بعصاة. أُصدرت نسخه من اللعبة لمستخدمي نظام الأندرويد في سبتمبر 2013   تشابه اللعبة ألعاب سلسلة وريووير فهي تعرض ألعاباً مصغرة مقتبسة من الفيديو الموسيقي الكرتوني وهي متعاقبة سريعة وتصبح أسرع وأعقد كلما طال لعبها.
أُصدرت تكملة بعنوان «طرق غبية للموت2: الألعاب»  في ال18 من نوفمبر عام 2014  وفيه توجد تشكيلات كثيرة من التحديات في كل مبنى وأن لكل مبنى فكرة معينة، قبل أن  يصل القطار للمبنى على اللاعب ان يلعب تحدياً حيث يصد شيئًا متعلقاً بالقطارات أن نجح في ذلك سيحصل على عدة نقاط أضافية في نهاية اللعبة. هنالك 8 تحديات في كل مبنى  مثل اللعبة الأصلية، تقوم الشخصيات بالكثير من النشاطات الخطرة حيث يمكن أن تخسر الحيوات عن طريق «الموت» في إحدى تلك الأنشطة ولللاعب ثلاث فرص لمنع موت تلك الشخصيات.
توفرت اللعبة مؤخراً كنسخه ويب وأخرى ويب للهاتف من قبل ماركيت أس جاي  حامل رخصة من the html 5web ip .
أُصدرت  تكملة ثانية بعنوان «طرق غبية للموت3: رحلة حول العالم» في 21 ديسمبر عام 2017 وعلى عكس الألعاب السابقة حيث يلعب فيها اللاعب ألعاب مصغرة ويمنع الشخصيات من الموت، في هذه التتمة يجمع اللاعب العملات من البيوت التي تم أصلاحها بعد أن كانت محطمة ويتم تصليح البيوت بلعب اللاعب لألعاب مصغرة جديدة لكل منطقة حاويه لهذه البيوت.